# Alejandro Barreiro Noya
Alejandro Barreiro Noya (Santiago de Compostela, 4 de junio de 1874- La Coruña, 22 de noviembre de 1948) fue un periodista y escritor español.

## Trayectoria
Estudió en La Coruña y Santiago de Compostela e inició su carrera periodística en La Voz de Galicia, medio del que sería director desde 1914 hasta 1937. Publicó cuentos y versos populares en gallego y español. En 1905 fue nombrado secretario de la Asociación de la Prensa de La Coruña, de la que fue socio fundador. Colaboró en prensa española y sudamericana y fue corresponsal del Diario de la Marina de La Habana, Diario Español de Buenos Aires y de los diarios madrileños El Imparcial, El Liberal, La Tribuna, ABC, y de la revista Blanco y Negro ; también colaboró en La Hoja del Lunes de La Coruña.
Ingresó en la Real Academia Gallega el 12 de marzo de 1936 con un discurso sobre Bernardo Barreiro de Vázquez Varela y su tiempo, contestado por Fernando Martínez Morás. Fue secretario de esta institución de 1937 a 1942 de manera interina y electo desde entonces hasta 1948. Perteneció también a la Academia Provincial de Bellas Artes de La Coruña y a la de San Telmo de Málaga. Miembro honorario de la Sociedad Estadounidense de Heráldica. En 1928 el Gobierno de la República Francesa le otorga las insignias de las Palmas Universitarias por sus grandes merecimientos.
Dirigía La Voz de Galicia cuando estalló el golpe de Estado de julio de 1936, y al no dar la noticia de manera triunfal fue multado y apartado temporalmente del cargo, hasta que fue cesado definitivamente el 11 de agosto de 1937, siendo sustituido por el falangista Maximiano García Venero. A partir de entonces permaneció como colaborador del periódico, firmando sus columnas con los seudónimos de Herculano y Santiago del Burgo. 

## Vida personal
Es hijo de Bernardo Barreiro Vázquez-Varela (Santiago de Compostela 1850- La Coruña 1904) historiador, escritor y periodista. Hijo Ilustre y Esclarecido de Santiago de Compostela. 
Se casó con Encarnación López y fueron padres de Alejandro, Bernardo, Clara, Amparo y Delia Barreiro López.

## Obra
- Del arte gallego. Exposición Regional 1917: Bocetos de crítica (La Voz de Galicia, 1917), con prólogo de Antonio Villar Ponte. [2]
- Del Arte en Galicia (c. 1925; prólogo de Antón Vilar Ponte).
- Por Asturias (libro de viajes).
- De Galicia y de los gallegos (1942). [3]
- "Prólogo" a las Obras Completas de Alejandro Pérez Lugín (Madrid, 1945).
- "Betanzos de los Caballeros. Semblanza moderna de pueblo laico" (premio en los Juegos Florales de Betanzos 1946). [4][5]
- Marineda. Monografía de la reunión de artesanos de La Coruña (1947).
- La ruta de la Casa de la Troya. Estampas, sugestiones y recuerdos (Emos, 1948). [6]

## Reconocimientos
- Orden de Isabel la Católica (España), Gran Cruz de Wassa (Suecia) y Palmas Académicas Universitarias de la República Francesa.
- Premio Pérez Lugín de la Asociación de la Prensa de A Coruña en 1942 por De Galicia y de los gallegos

- Desde 1968 el ayuntamiento coruñés le otorga una calle en el barrio de A Gaiteira. [7]